# San Fulgenzio

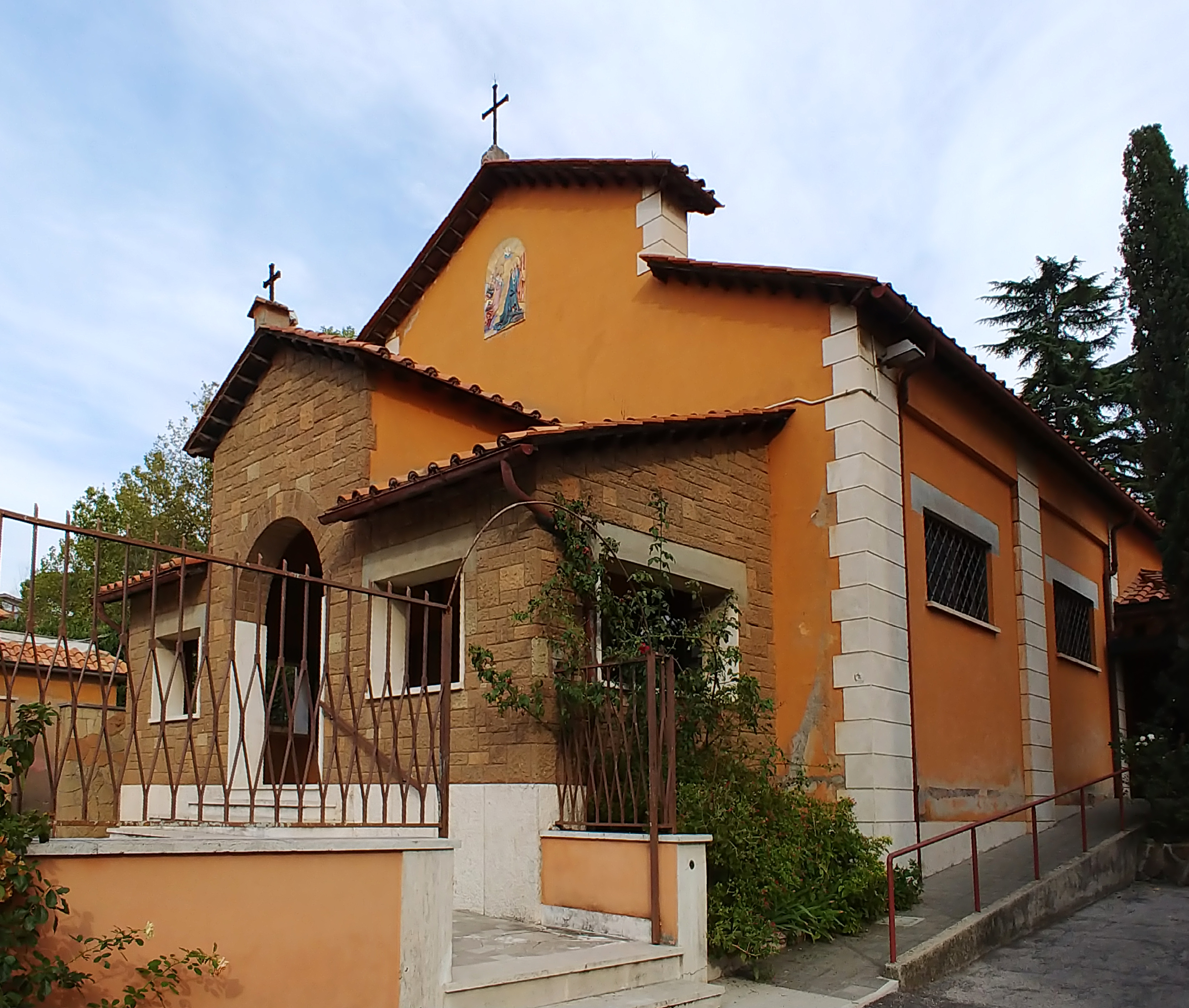
Vista da igreja.

San Fulgenzio é uma igreja localizada na Via della Balduina, 296, no bairro de Balduina do quartiere Trionfale de Roma. É dedicada a São Fulgêncio, um famoso bispo e autor da era patrística que vivia no Norte da África até ser obrigado a fugir para Roma depois da invasão dos vândalos e que morreu em 533.

## História
Esta igreja foi completada em 1933, durante o regime fascista na Itália, com base num projeto do arquiteto Clemente Busiri Vici. Porém, na época, ela não era uma igreja paroquial e servia apenas a uma região majoritariamente rural. A paróquia só foi criada em 1967. Apesar de administrada pelo clero da Diocese de Roma, a igreja em si é parte de um complexo escolar que compreende ainda a Scuola Sant'Antonio, que pertence aos Missionários da Doutrina Cristã (em italiano:  Missionarie della Dottrina Cristiana).

## Descrição

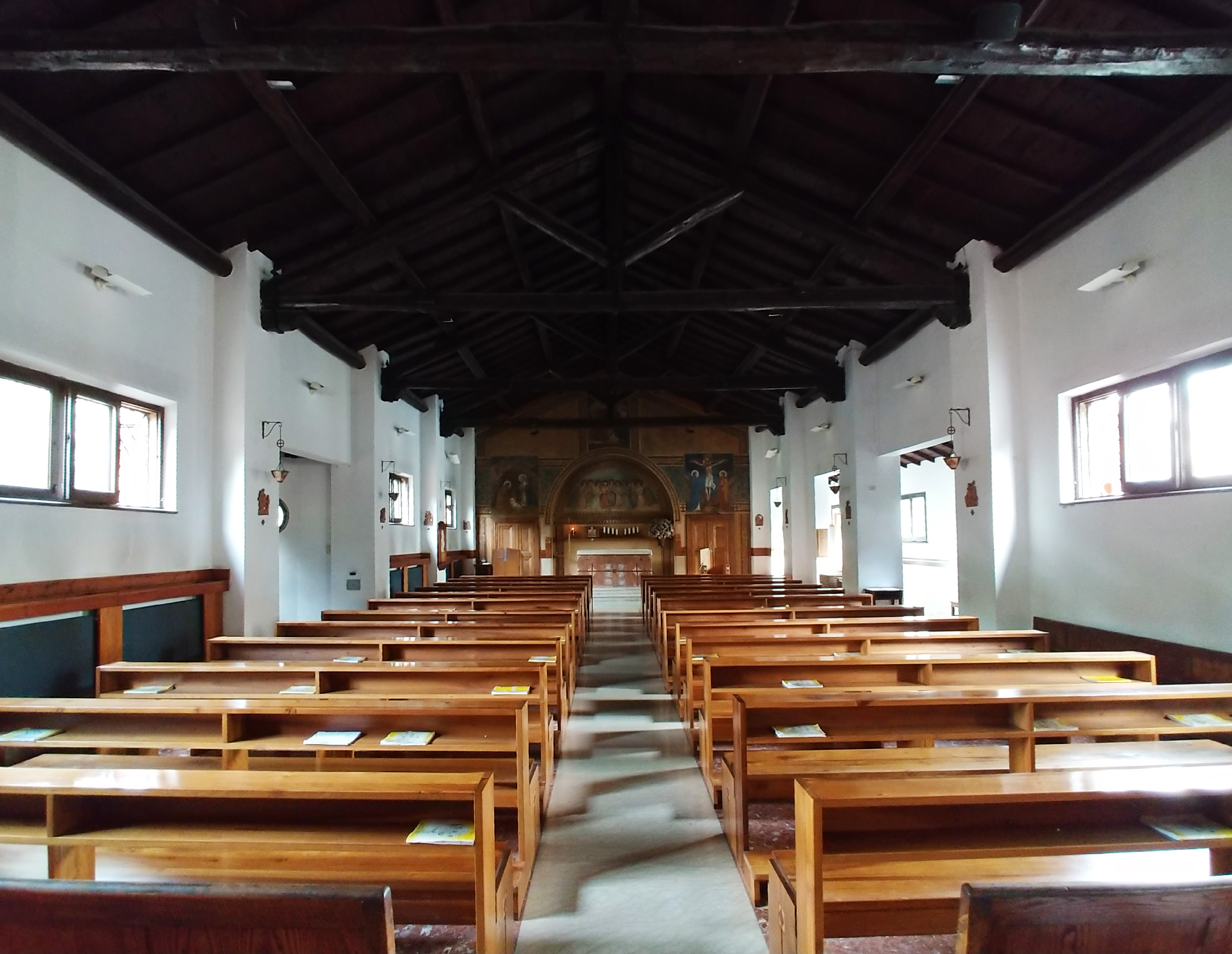
Vista do interior.

### Exterior
O edifício é si é bastante simples e fica separado da rua por um pequeno pátio. A igreja tem uma planta assimétrica com uma nave central com cinco baias. Do lado esquerdo, a terceira abriga uma pequena capela externa com três lados e, do direito, há um corredor lateral da terceira até a sexta baia. O presbitério retangular transversal se estende para ocupar o fim deste corredor e, além deste ponto, está um corredor que leva ao que edifício mais antigo do complexo escolar, uma villa de duas alas de três andares simétricas.
A nave e as baias do corredor são delineadas por pilastras brancas e cada parede das baias se abre numa janela retangular horizontal. Estas pilastras são, na realidade, as faces externas de pilares de concreto armado que suportam as vigas laterais que sustentam o teto; entre elas, as paredes são de tijolos. A nave é coberta por um telhado com duas águas; corredor e presbitério tem seus próprios telhados, de uma única água, num nível mais baixo. Sobre a junção entre o corredor e o presbitério está um pequeno campanário com um único sino.
A pequena capela externa poligonal tem um par de janelas redondas (óculos) em suas paredes diagonais. A igreja tem um pequeno nártex externo (ou uma lógia fechada) de blocos de tufo com um telhado inclinado, um portal de topo curvo e uma janela retangular de cada lado. Sobre a entrada, a fachada do nártex se estende acima do seu beiral  para formar um gablete que serve de frente para a junção das duas águas do telhado. As alas laterais do nártex contam com seus próprios telhados, mais baixos, de água única.
Atrás do nártex, a fachada principal da igreja é uma parede lisa pintada de laranja com o que se parece com um beiral no formato de gablete e beirais inclinados nas laterais. Porém, este gablete é falso e os beirais inclinados são, na realidade, os da própria nave. Abaixo deste gablete falso está um mosaico da "Anunciação".

### Interior

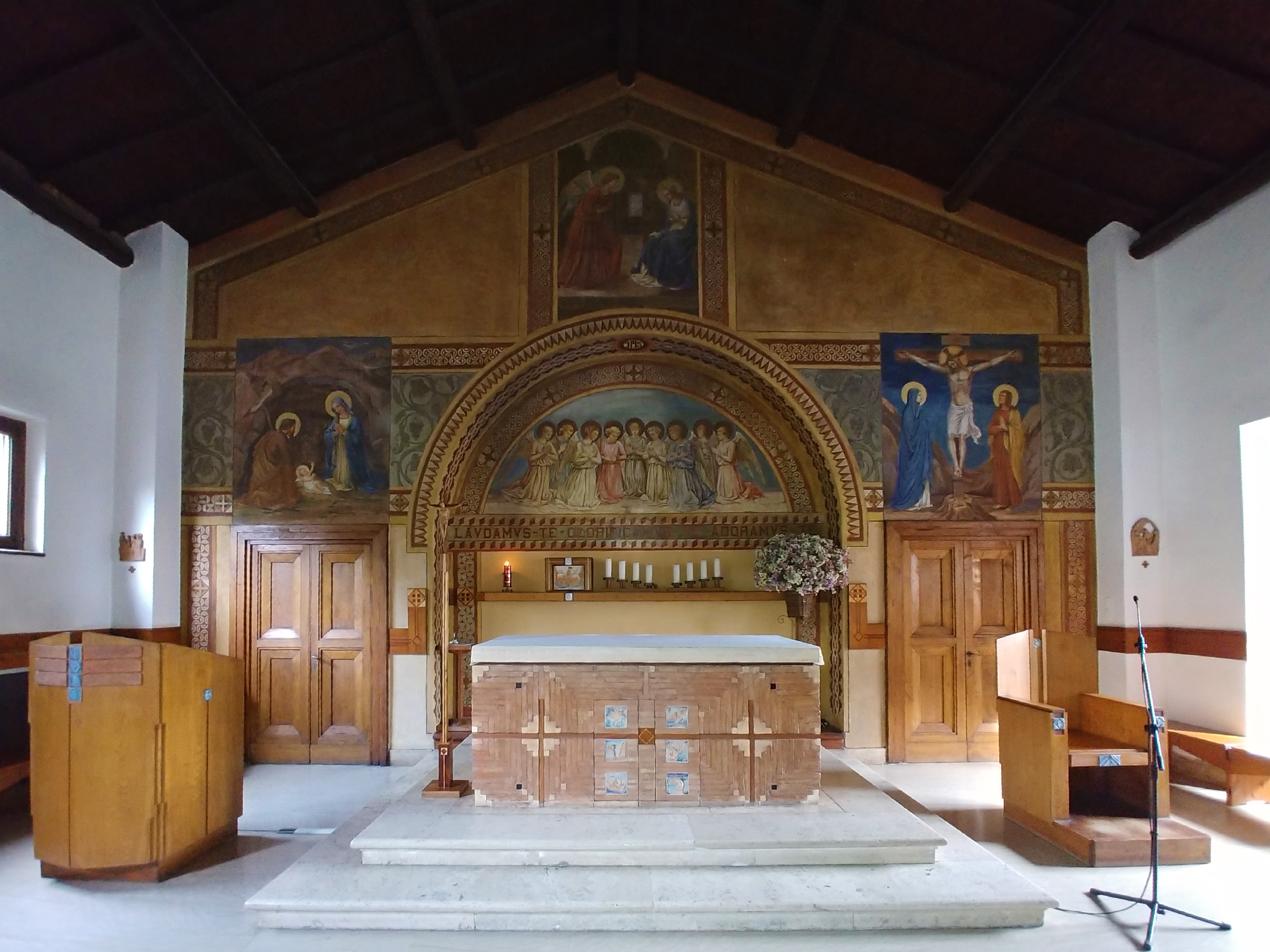
Vista do presbitério.

O interior é tão simples quanto o exterior e as paredes (com exceção da parede do fundo do presbitério) são todas brancas. As superfícies interiores dos pilares estruturais de concreto armado estão visíveis como pilastras embutidas, mas as da nave na extremidade direita são isoladas acima da altura do corredor. 
A capela do lado esquerda abriga um ícone de Cristo em estilo bizantino. O teto é de madeira e aberto, com as vigas à mostra.
O altar-mor fica isolado no presbitério acima de uma plataforma de mármore com dois degraus. A frente é formada de ladrilhos rosa dispostos com as extremidades à mostra formando um padrão geométrico. No centro estão seis painéis em azulejo com símbolos cristãos em fundo azul. Antigamente, este altar ficava encostado na parede do fundo, num grande nicho estreito de topo curvo. Uma prateleira foi deixada no local e, sobre ela, está o sacrário (à esquerda e não no centro). A parede tem um relevo da cidade mística de Jerusalém, a partir da qual flui o "Rio da Vida" (veja Apocalipse 22).
A parede de fundo do presbitério abriga um afresco em estilo neoclássico. O tímpano do nicho abriga um coro de anjos com o texto "Laudamus te, glorificamus te, adoramus te". À volta do nicho estão três painéis representando a "Natividade", a "Anunciação" e a "Crucificação".